# Estación de Newton Abbot
La Estación de Newton Abbot sirve a la ciudad de Newton Abbot en Devon, Inglaterra. Se encuentra a 214 millas 5 cadenas (344,4 km) de Londres (desde el punto cero en la Estación de Paddington hasta la bifurcación del ramal a Paignton). Hoy en día, la estación está administrada por el Great Western Railway, que brinda servicios de tren junto con la compañía CrossCountry.
Durante muchos años fue la conexión con el ramal a Moretonhampstead y también la ubicación de un gran taller ferroviario.

## Historia

### Vía de gran ancho

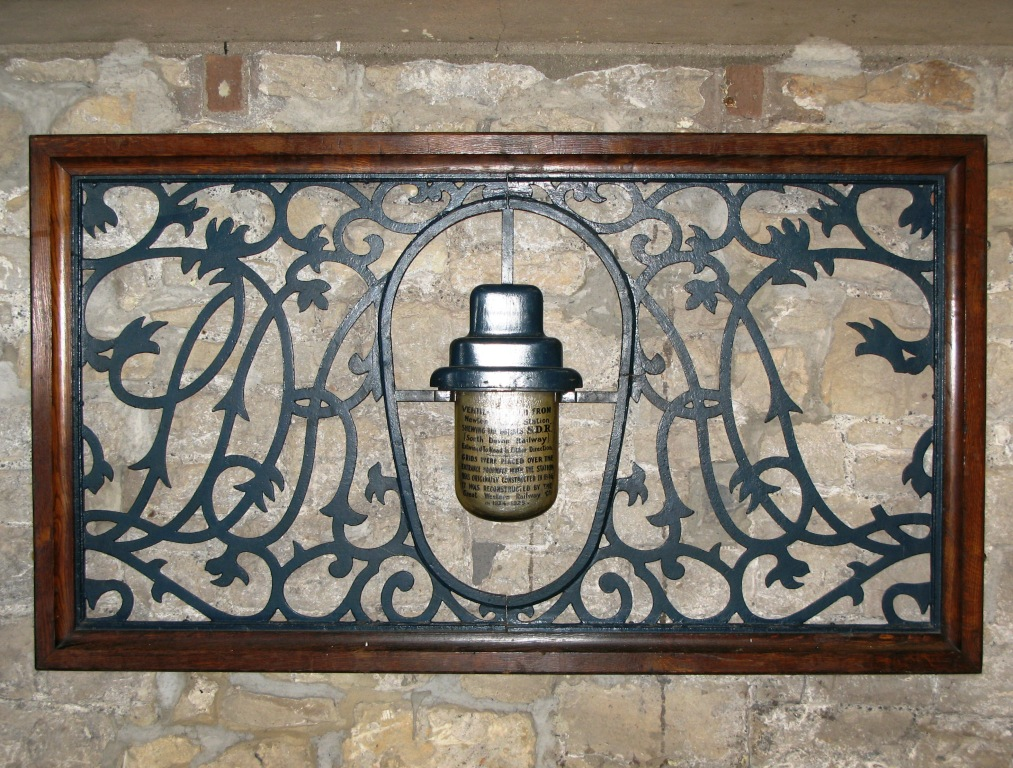
Un panel decorativo con las iniciales "SDR" que estaba situado encima de la puerta de la estación original

La estación fue inaugurada por el Ferrocarril del Sur de Devon el 30 de diciembre de 1846 cuando su línea se amplió desde Teignmouth. Se abrió hasta [[]] el 20 de junio de 1847 y se añadió un ramal a Torquay el 18 de diciembre de 1848. El Ferrocarril de Moretonhampstead y del Sur de Devon puso en servicio su ramal el 26 de junio de 1866. Todos estos ferrocarriles utilizaron  vías de gran ancho (de 7 pies 1/4 plg (2140 mm)).
Al acercarse a la estación de la ciudad en Queen Street, la gente veía en primer lugar el gran cobertizo de mercancías. En el lado opuesto de la línea estaba la sala de máquinas del sistema de ferrocarril atmosférico que impulsó los trenes del Ferrocarril del Sur de Devon por un corto tiempo. La estación de pasajeros estaba situada al sur de estos edificios. Originalmente consistía en dos, luego tres, pequeñas marquesinas que cubrían los andenes separados para los trenes que circulaban en cada sentido hacia Exeter, Plymouth y Torquay. Fue reconstruida en 1861 como una estación unificada, con una cubierta más grande que alojaba los tres andenes.
El 1 de febrero de 1876, el Ferrocarril del Sur de Devon, que ya había absorbido a la compañía de Moretonhampstead, se fusionó en el Great Western Railway. La estación se conocía originalmente como simplemente "Newton", pero se cambió a "Newton Abbot" el 1 de marzo de 1877.
El último tren de vía ancha funcionó el 20 de mayo de 1892, después de lo cual todas las líneas del área se convirtieron al ancho estándar (de 4 pies 8,5 plg (1435 mm)) en un solo fin de semana. Los talleres de Newton Abbot contribuyeron a la conversión de locomotoras, coches de viajeros y vagones de gran ancho de vía al ancho de vía estándar durante los meses siguientes.

### Nueva estación
Se presentaron planes para remodelar la estación dotándola con cuatro andenes, pero la Primera Guerra Mundial retrasó estos planes. Las instalaciones de mercancías se trasladaron al ramal de Moretonhampstead el 12 de junio de 1911 y se colocaron algunos apartaderos en Hackney el 17 de diciembre de 1911 para reemplazar a los que estaban cerca del depósito de locomotoras. Estas modificaciones allanaron el camino para la expansión de la estación después de la guerra, y finalmente fue reinaugurada por Lord Mildmay de Flete el 11 de abril de 1927. La estación, construida según los diseños del Arquitecto Jefe del Great Western Railway, Percy Emerson Culverhouse, ahora presentaba a la ciudad un airoso edificio en Queen Street, en lugar del viejo cobertizo de madera.
Se colocó una antigua locomotora de gran ancho 0-4-0 denominadaTiny como símbolo de la vínculación de la estación con el pasado.
El andén para los trenes en dirección sur tuvo que reconstruirse nuevamente tras el ataque aéreo de la Luftwafe del 20 de agosto de 1940, durante la Segunda Guerra Mundial. Se lanzaron seis bombas (una no explotó), que mataron a 14 personas.
La línea de Moretonhampstead dejó de recibir trenes de pasajeros el 28 de febrero de 1959. Los trenes de mercancías solo circularon hasta Bovey a partir del 6 de abril de 1964 y desde el 6 de julio de 1970 no pasaron de Heathfield. El tráfico regular se mantuvo hasta 1996.

### Historia reciente

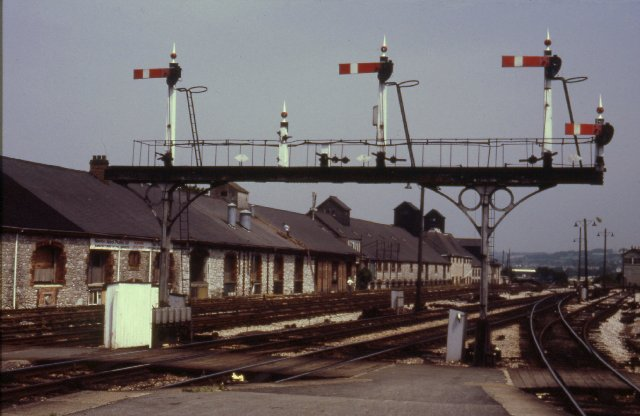
Uno de los pórticos de señales retirado en 1987

Los últimos trenes utilizaron el antiguo Andén 4 el 24 de abril de 1987. La eliminación de este andén permitió abrir una entrada a nivel desde la carretera y construir un aparcamiento ampliado. También se eliminaron las vías de apartado pasantes que permitían que los trenes rápidos circularan por la estación sin pasar por un andén. La remodelación se completó durante la semana siguiente y el fin de semana festivo. El funcionamiento completo se restauró a partir del 5 de mayo de 1987, controlado desde la caseta de señales de Exeter. Se instaló una conexión para el ramal de Paignton, y el nuevo sistema de señalización permitía que los trenes circulasen en cualquier sentido en cada vía.
Parte del antiguo equipo de señalización se llevó al Museo de Newton Abbot y del GWR, donde forma parte de una exposición interactiva que muestra cómo el ferrocarril moldeó la ciudad. También fue en ese momento que la locomotora "Tiny" se retiró del andén, siendo trasladada a la estación de Buckfastleigh, donde se exhibe en el museo del Fideicomiso del Ferrocarril del Sur de Devon.
La sección restante de la línea de Moretonhampstead quedó fuera de servicio en 2009, cuando se colocó un "bloqueo de parada temporal" en la línea a 53 cadenas (1,1 km) desde la conexión en Newton Abbot. La línea a Heathfield se ha reabierto desde entonces, con trenes maderereros diarios en 2012 que se dirigen a Chirk en Gales.
La compañía South West Trains operó servicios hasta diciembre de 2009 entre la Estación de Waterloo en Londres y Plymouth y Paignton, antes de retirar los servicios al oeste de Exeter para disponer un servicio cada hora entre Exeter St Davids y Waterloo.
Después de muchos años como una 'estación abierta', en agosto de 2017 se instalaron nuevos tornos para el control de los billetes del pasaje.

### Accidentes e incidentes
Newton Abbot ha demostrado ser una estación propensa a los accidentes:
- El 22 de agosto de 1851, la locomotora Brigand descarriló y el guardagujas Bidgood tuvo que pagar una libra para su reparación.[3]

- La investigación de una colisión en agosto de 1875 reveló que era una práctica normal en Newton ignorar la señal que controlaba los movimientos desde el apartadero hasta la línea principal, por lo que se decidió entrelazar las señales y los desvíos, uno de los primeras instalaciones de esta clase que se autorizaron en el Ferrocarril del Sur de Devon.

- El 21 de octubre de 1892, una locomotora que maniobraba el apartadero de Aller Junction descarriló y cayó de costado.

- En tiempos más recientes se produjo una colisión el 25 de marzo de 1994 cuando una unidad diésel múltiple de la Clase 158, que realizaba un servicio de Paignton a Cardiff, chocó contra la parte trasera de un tren de Penzance a Edimburgo remolcado por una locomotora de la Clase 43, que estaba parado en un andén.[12] Treinta y una personas resultaron heridas.[13]

- En marzo de 1997, un tren similar procedente de Paddington en Londres, descarriló debido a un fallo en los cojinetes cuando se acercaba a la estación.[14]

## Descripción

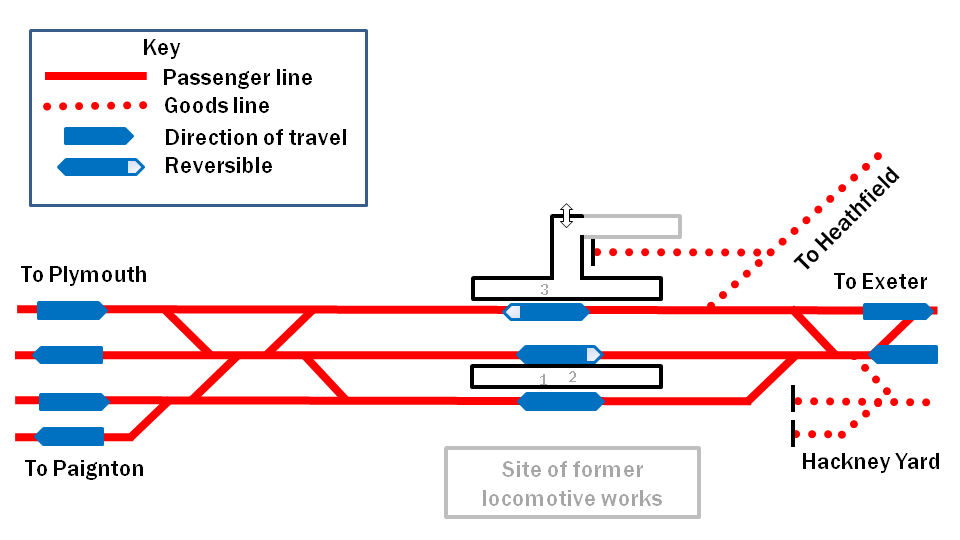
Esquema de las vías en 2009

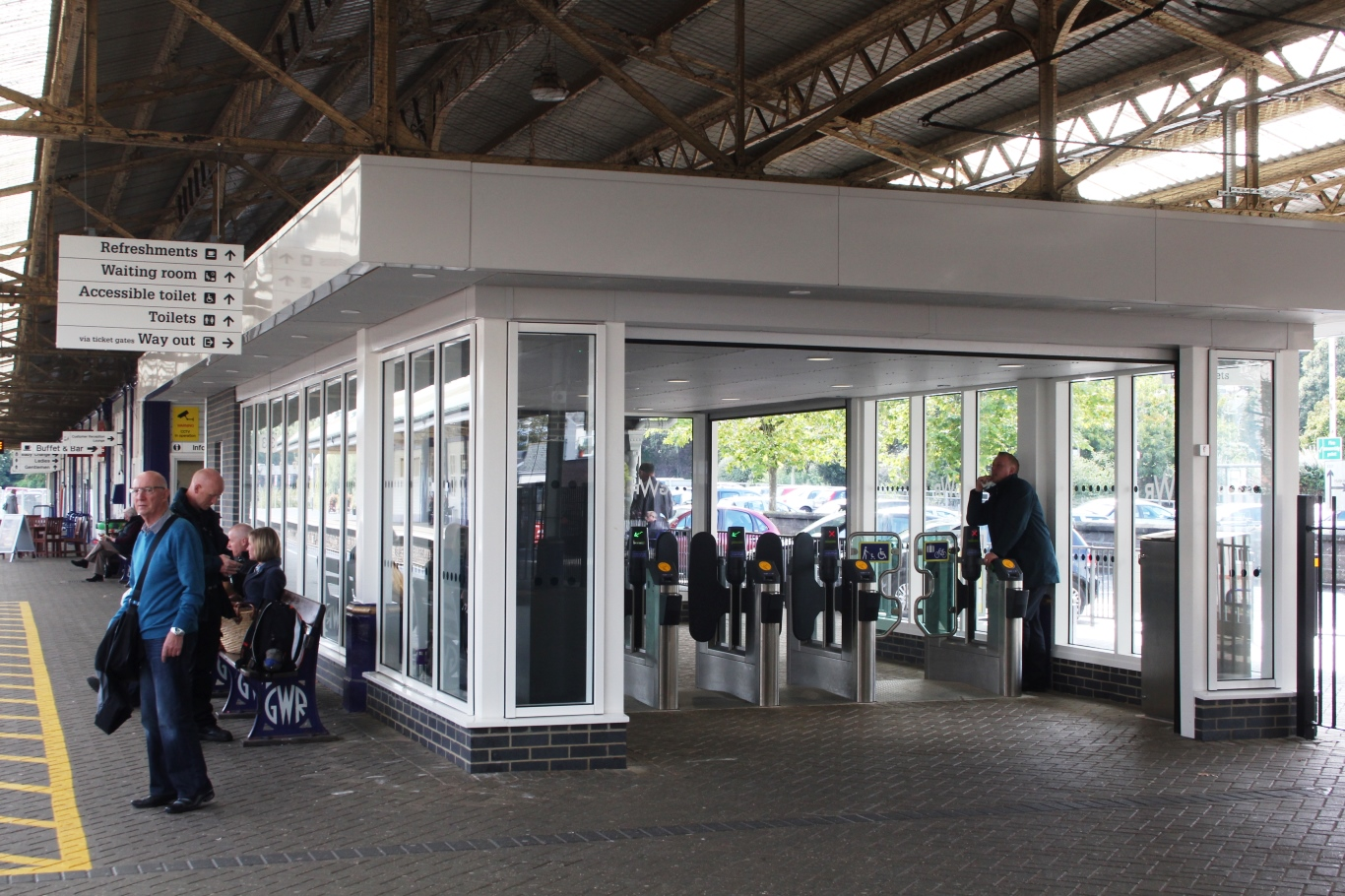
Tornos instalados en el andén 3 en 2017

La entrada principal está en el lado oeste de la estación (en la parte superior del diagrama, a la derecha), frente a Courtenay Park y Queen Street, una calle que conduce al centro de la ciudad. La entrada principal es a través de la Casa del Sur de Devon, el edificio que abrió sus puertas en 1927. Para llegar a los andenes debe salvarse un par de escaleras, aunque existe un recorrido sin escalones desde la parada de taxis situada en el lado sur del edificio. El estacionamiento se halla un poco más lejos, en el antiguo emplazamiento del andén 4. En el extremo norte de este andén se localiza un antiguo andén en fondo de saco y una serie de vías de apartado junto a la Maltería Tucker, que solía dar servicio al ramal de Moretonhampstead.
Actualmente solo hay tres vías en uso para los trenes de pasajeros. El andén más cercano a la entrada (el andén 3) es utilizado por la mayoría de los trenes que circulan más allá de Exeter hacia Londres, el norte de Inglaterra y Escocia. Una amplia pasarela peatonal, que cuenta con escaleras y ascensores, conduce al andén para los trenes que circulan en sentido sur. La vía en el lado oeste (adén 2) es utilizada principalmente por los trenes que se dirigen a Plymouth y Penzance, mientras que el del lado este (andén 1) es utilizado principalmente por los trenes hacia y desde Paignton.
Los trenes de Paignton pueden usar cualquier lado de la estación. Los servicios de larga distancia generalmente se cambian a la línea principal al sur de la estación, y por lo tanto, utilizan el mismo andén que los trenes procedentes de Plymouth, mientras que los trenes locales a Exeter y Exmouth tienden a circular a contravía a través del mismo andén que emplean cuando circulan a Paignton, y luego se incorporan a la vía principal al norte de la estación. De manera similar, los trenes a Paignton a menudo usan el andén de Plymouth si otro tren está ocupando el andén habitual asignado a los trenes de Paignton.

## Alrededores de la estación

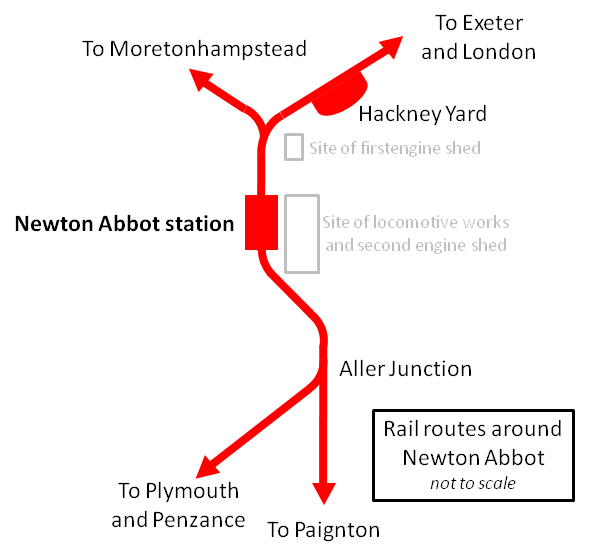
Rutas de ferrocarril alrededor de Newton Abbot en 2009

El área industrial frente a la estación fue el emplazamiento de los talleres del Ferrocarril del Sur de Devon; su cochera estaba situado un poco al norte de la estación. Más allá estaba el haz de vías de Hackney, donde se componían los trenes de mercancías (y todavía se configuran de vez en cuando), para el viaje por las colinas hacia Plymouth.

### Hackney Yard
Ubicado en 50°32′14″N 3°35′32″O / 50.5372, -3.5921
El 17 de diciembre de 1911 se inauguró un nuevo patio de clasificación en Hackney, justo al norte de la estación. Es un punto de parada útil para los trenes de carga que viajan por las rampas del parque nacional de Dartmoor camino a Plymouth, ya que estos trenes tienen que ser más cortos o usar locomotoras adicionales, en comparación con la ruta más plana desde Exeter.
Los apartaderos se cerraron al tráfico regular el 10 de enero de 1971. Ahora se han reformado, aunque el número de vías se ha reducido considerablemente. Se utilizaron temporalmente para descargar el tráfico procedente de las canteras durante la década de 1990, pero ahora es empleado regularmente por trenes cargados de cemento procedentes de Moorswater en el Ramal de Looe en Cornualles. Estos se dividen en dos porciones, de manera que una se deja aquí mientras una locomotora de la compañía Freightliner lleva la primera sección hacia adelante, antes de regresar más tarde en el día a por los vagones restantes. Los apartaderos también se utilizan para estacionar los vehículos de los ingenieros ferroviarios. En 2012, se abrió un nuevo depósito de reciclaje de Network Rail, generando un tráfico regular de trenes que traen secciones de rieles al patio para cortarlos, antes de venderlos a los chatarreros locales.

### Taller y depósito de locomotoras
Ubicado en 50°31′48″N 3°35′52″O / 50.5301, -3.5979

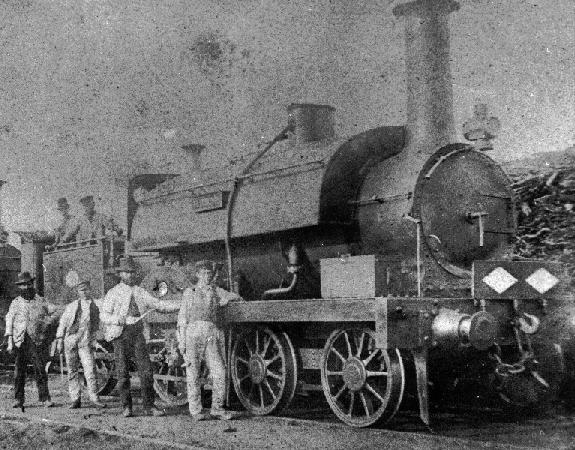
Locomotora SDR 4-4-0ST Heron

La primera cochera se ubicó en el extremo norte de la estación, frente a la Maltería Tucker. También se estableció un taller  frente a la estación para las locomotoras de los contratistas, que se amplió con el paso de los años para incluir instalaciones dedicadas al mantenimiento de coches y vagones de ferrocarril. En los talleres se instaló una antigua locomotora 0-4-0, denominada Tiny, para accionar la maquinaria. Cuando ya no se requería para esta función, se restauró y se exhibió en la plataforma de la estación. Desde entonces, se ha trasladado al museo del ferrocarril de Buckfastleigh, siendo la única locomotora británica original de gran ancho de vía (de 7 pies 1/4 plg (2140 mm)) que se ha conservado.
El cobertizo de locomotoras original se cerró en 1893 y se construyó uno nuevo según un modelo del GWR para ancho estándar de ocho vías para las líneas de Salisbury y Exeter, con un techo en diente de sierra con ventanales de vidrio orientados hacia el norte, bajo el código inicial "NA". La instalación para el repostaje de carbón era un cobertizo de madera no estándar con vigas también de madera, con la rampa de carbón al nivel del patio, mientras que las vías de acceso donde repostaban las locomotoras se encontraban unos 14 pies (4,3 m) por debajo del nivel del patio. Esto hizo que agregar más adelante un depósito de cenizas durante la Segunda Guerra Mundial fuera especialmente fácil. La mesa giratoria de 65 pies (19,8 m) se instaló en 1926.

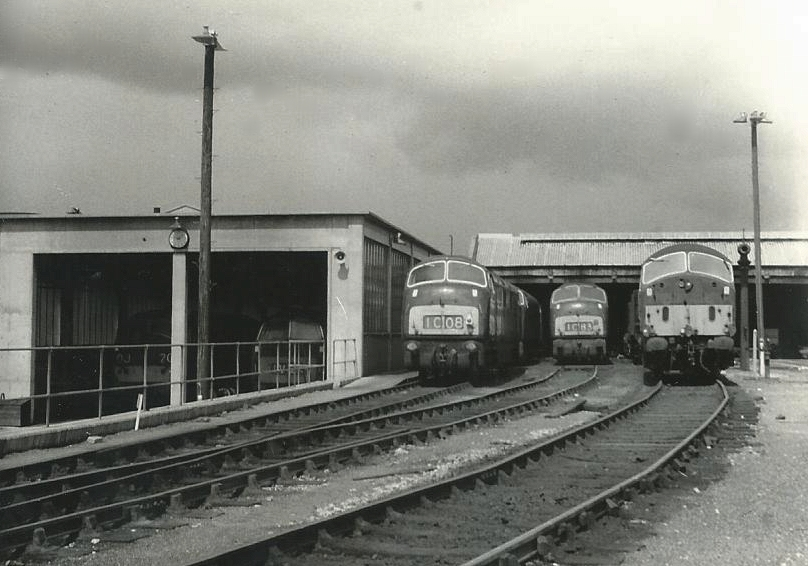
El depósito de locomotoras en 1966

Concebido y diseñado como el cobertizo principal de la región, se construyó como un taller de reparación de mantenimiento pesado. La fábrica de locomotoras asociada tenía acceso a equipos de elevación pesados e instalaciones de ingeniería para el mantenimiento, reparación y actualización de todo tipo de locomotoras del GWR. Las máquinas podían colocarse en las vías de la fábrica por medio de una mesa transversal en el extremo este (el de Exeter y Londres). La última máquina de vapor de British Rail que se reacondicionó en los talleres fue la ex-GWR Clase 4500 número 4566, que salió de las instalaciones el 15 de julio de 1966. Sin embargo, algunas máquinas de vapor pertenecientes a la empresa privada del Ferrocarril de Dart Valley se reacondicionaron en la fábrica después de su cierre, y el antiguo cobertizo de las máquinas de vapor también se utilizó para realizar algunos trabajos en estas máquinas.
Al oeste, el sitio también contaba con una fábrica de coches de pasajeros y vagones que contaba con seis vías, apta para el mantenimiento y reparación de todo tipo de material rodante. Se realizó la limpieza de vías entre la estación y los galpones de locomotoras.
Después de la decisión de cambiar a tracción diésel, las instalaciones se remodelaron por completo en 1962 para poder acomodar máquinas diésel, incluidas las de la Clase Warship que se usaba en los servicios entre Exeter y Waterloo. La fábrica se reformó para dotar a cuatro vías de fosos de servicio y plataformas a nivel de cabina, proporcionando instalaciones para reparar ocho locomotoras al mismo tiempo. El acceso se realizaba a través de la mesa giratoria existente. Junto a la antigua nave de vapor se construyó un punto de servicio y repostaje diarios, que sirvió como instalación principal tras el cierre de la fábrica en 1970.
Las unidades diésel múltiples recibieron servicio en otro cobertizo abierto al lado de las vías de limpieza de vagones. Este cobertizo se utilizó posteriormente para reparar la calefacción y el aire acondicionado de los trenes eléctricos en el nuevo parque para los coches de pasajeros de los tipos Mark 3 y Mark 4.
Los cobertizos de reparación de máquinas diésel se cerraron en 1970, aunque se mantuvo una instalación de combustible / servicio de locomotoras y automotores hasta 1981, cuando el servicio se transfirió al Depósito de Mantenimiento de Tracción de Laira, donde se realizaron los trabajos de mantenimiento de los nuevos trenes de alta velocidad de la Clase 43. Un polígono industrial pasó a ocupar la ubicación de los antiguos talleres. Dos de los edificios de sobrevivieron hasta el siglo XXI, pero uno se incendió el 29 de octubre de 2018 y los cobertizos debieron ser demolidos a principios de noviembre. Cinco niños fueron arrestados posteriormente bajo la sospecha de haber provocado el incendio.

### Conexión con Aller
Ubicada en 50°30′54″N 3°35′19″O / 50.5149, -3.5887

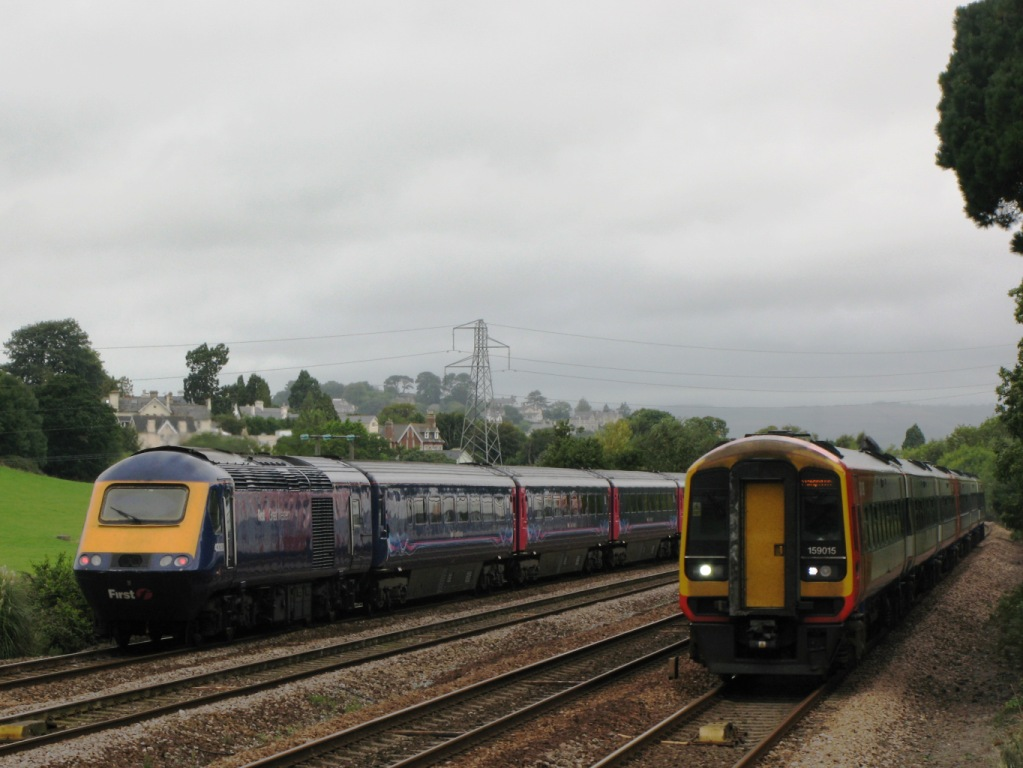
Tren 43093 (izquierda) procedente de Plymouth junto al tren 159015, que se dirige a Paignton, en Aller. Desde 1996, South West Trains operó los servicios a Paignton, Plymouth y Penzance pero, desde diciembre de 2009, ya no circulan al oeste de la Estación de Exeter St. Davids, aunque se mantienen los principales servicios rápidos a Paignton

El ramal a Torquay originalmente dejaba la línea principal en el área de la estación y corría paralelo a la línea de Plymouth a lo largo de 1 milla (1,6 km), antes de que esta última se desviara hacia las colinas de Aller. El 29 de enero de 1855 se colocó aquí una conexión, conocida como Torquay Junction, ya que las dos vías únicas ahora se habían convertido en parte de la línea de doble vía de Newton a Totnes. Los trenes en el ramal de Torquay de vía única recorrían la vía derecha entre la conexión y la estación.
En 1874, el ramal se amplió hasta la estación, paralelo a la línea de Plymouth como lo había hecho antes de 1855. Desde entonces había tres vías en este tramo pero, el 22 de mayo de 1876, el ramal se duplicó hasta Kingskerswell, añadiéndose una cuarta vía. Las vías eran (de este a oeste): el ramal descendente, el ramal ascendente, la principal descendente y la principal ascendente.
En 1914, junto con la reconstrucción de la estación, se propuso instalar una conexión a distinto nivel en Aller para agilizar el paso de los trenes que salían del ramal. Estos planes se cancelaron debido a la Primera Guerra Mundial pero, el 24 de mayo de 1925, se instaló nuevamente una conexión donde las dos líneas divergían, ahora conocido como Aller Junction. Las cuatro vías se agruparon por el sentido de viaje: secundaria hacia abajo, principal hacia abajo, secundaria hacia arriba y principal hacia arriba. Los trenes de cualquiera de las líneas podían usar indistintamente las vías entre la confluencia y la estación, pero los trenes hacia y desde el ramal generalmente usaban las líneas secundarias. Esto significaba que los trenes que salían del ramal tenían que cruzar la línea utilizada por los trenes que iban hacia Plymouth, lo que podía provocar retrasos en las horas punta. El cruce se trasladó durante la remodelación de 1987 a una nueva posición localizada unas 0,5 millas (0,8 km) más cerca de la estación. Los trenes ahora pueden circular hacia y desde el ramal en una conexión de una sola línea con su propia plataforma o cruzar a las vías de Plymouth-Exeter a ambos lados de la estación, según sea conveniente.
Se abrió un apartadero privado en la sucursal de Torquay en 1866 para el tráfico de arena desde una cantera cercana, pero fue eliminado en 1964.

## Servicios

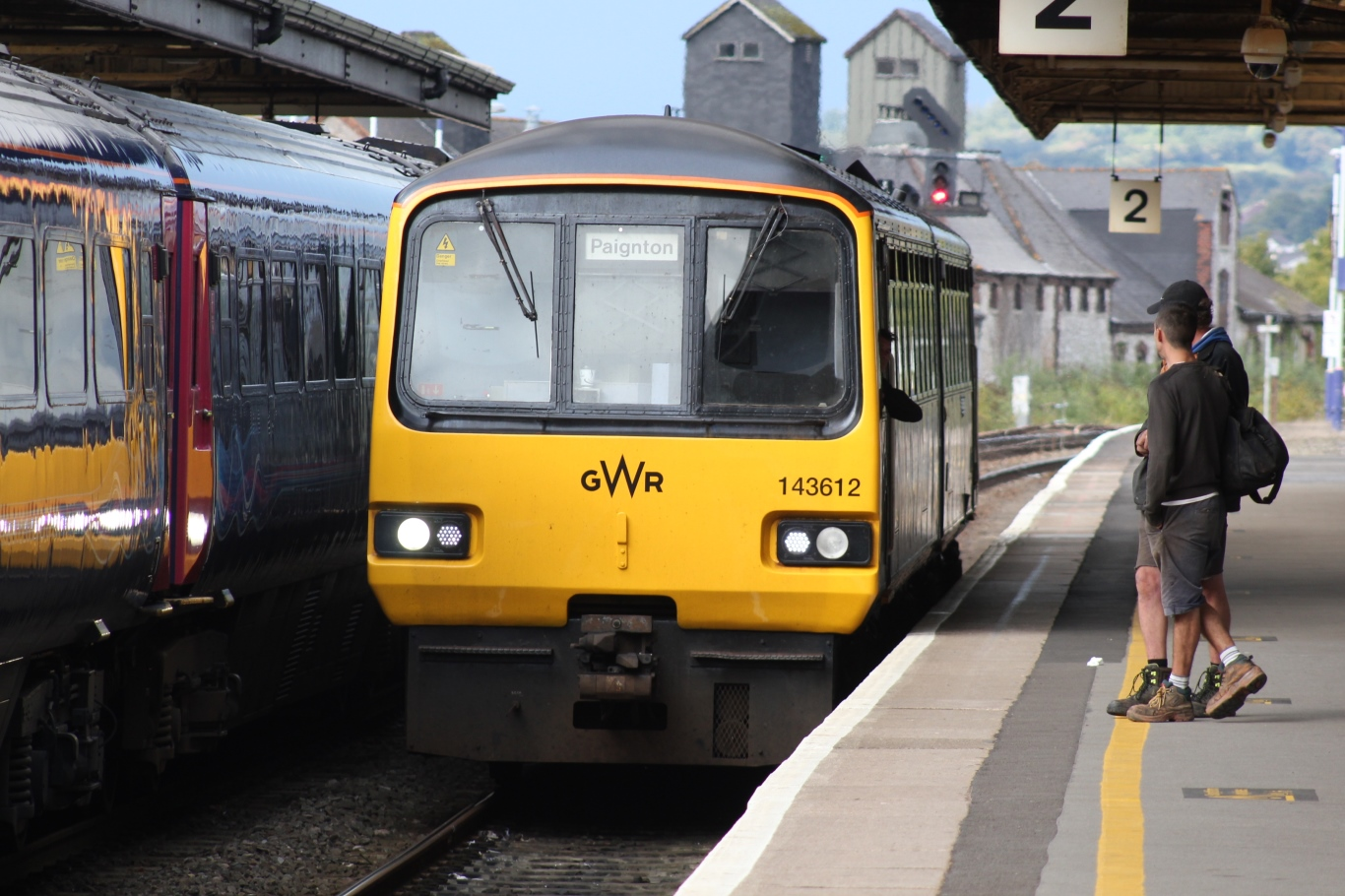
Servicio de la Línea Riviera desde Exmouth a Paignton, llegando a Newton Abbot, junto con un servicio con destino a Londres

Desde el sur, los trenes de dos operadores diferentes convergen en Newton Abbot desde Penzance y Plymouth en la línea principal, y desde Paignton en la Línea Riviera. El servicio de la línea principal a la Estación de Paddington es operado por el Great Western Railway y funciona al menos cada hora durante gran parte del día, junto con trenes locales cada media hora a Exeter y Exmouth. Los servicios de Londres incluyen el Night Riviera nocturno y el Cornish Riviera Express diurno a Penzance, así como el Torbay Express del mediodía a Paignton.
CrossCountry opera trenes a través de Birmingham a Mánchester; al noreste de Inglaterra (Leeds y Newcastle); y a Escocia (Glasgow Central, Dundee y Aberdeen).